# Heinz Fahnler
Heinz Fahnler (* 10. August 1942 in Wien; † 17. September 2008 in Madrid) war ein österreichischer Fußballschiedsrichter und Journalist.

## Leben
Heinz Fahnler wurde am 10. August 1942 in Wien als Sohn eines Tischlers geboren. Nach der Matura machte Fahnler eine Ausbildung zum Fußballschiedsrichter. Als 20-Jähriger legte er 1962 die Schiedsrichterprüfung ab. Er war bis Ende 1984 aktiver Schiedsrichter mit internationaler Erfahrung. Fahnler leitete auch Spiele bei großen welt- und europaweiten Turnieren, unter anderem bei der UEFA-Europameisterschaft 1984 in Frankreich. Seit September 1990 war er UEFA-Delegierter. Er war auch ein erfahrener Stadion-Inspekteur und von 2000 bis 2004 Mitglied des UEFA-Sicherheitsausschusses. Nach seiner Tätigkeit im Wiener Schiedsrichterkollegium gehörte er in den Jahren 2002 und 2003 der Bundesliga-Schiedsrichterkommission als Besetzungsreferent an und widmete sich dem Aufbau verbesserter Sicherheitsstrukturen in den Stadien und auf den Sportplätzen. Seit Sommer 2008 war er „Chefankläger“ der österreichischen Fußball-Bundesliga. In Österreich hatte er wegen der von ihm verteilten Roten Karten den Beinamen „Roter Heinzi“.
Im Hauptberuf war Fahnler Journalist. Sein Schulfreund, der nachmalige Sportkommentator beim ORF, Heinz Prüller, warb Fahnler unmittelbar nach dessen Matura im Jahr 1961 für den „Express“ an. Sodann war er für „Sport und Toto“ und für die Arbeiter Zeitung tätig. Von 1983 bis 31. März 2000 war er Chefredakteur der Wiener Zeitung.